# Food Science and Technology International
Food Science and Technology International, abgekürzt Food Sci. Technol. Int., ist eine wissenschaftliche Fachzeitschrift, die vom SAGE-Verlag in Zusammenarbeit mit dem Conseja Superior de Investigaciones Centificas (CSIC) veröffentlicht wird. Die Zeitschrift erscheint mit sechs Ausgaben im Jahr. Es werden Artikel veröffentlicht, die sich mit allen Aspekten der Lebensmittelverarbeitung beschäftigen.
Der Impact Factor lag im Jahr 2014 bei 1,222. Nach der Statistik des ISI Web of Knowledge wird das Journal mit diesem Impact Factor in der Kategorie angewandte Chemie an 40. Stelle von 72 Zeitschriften und in der Kategorie Food Science & Technology an 62. Stelle von 123 Zeitschriften geführt.